# Noctua (compañía)

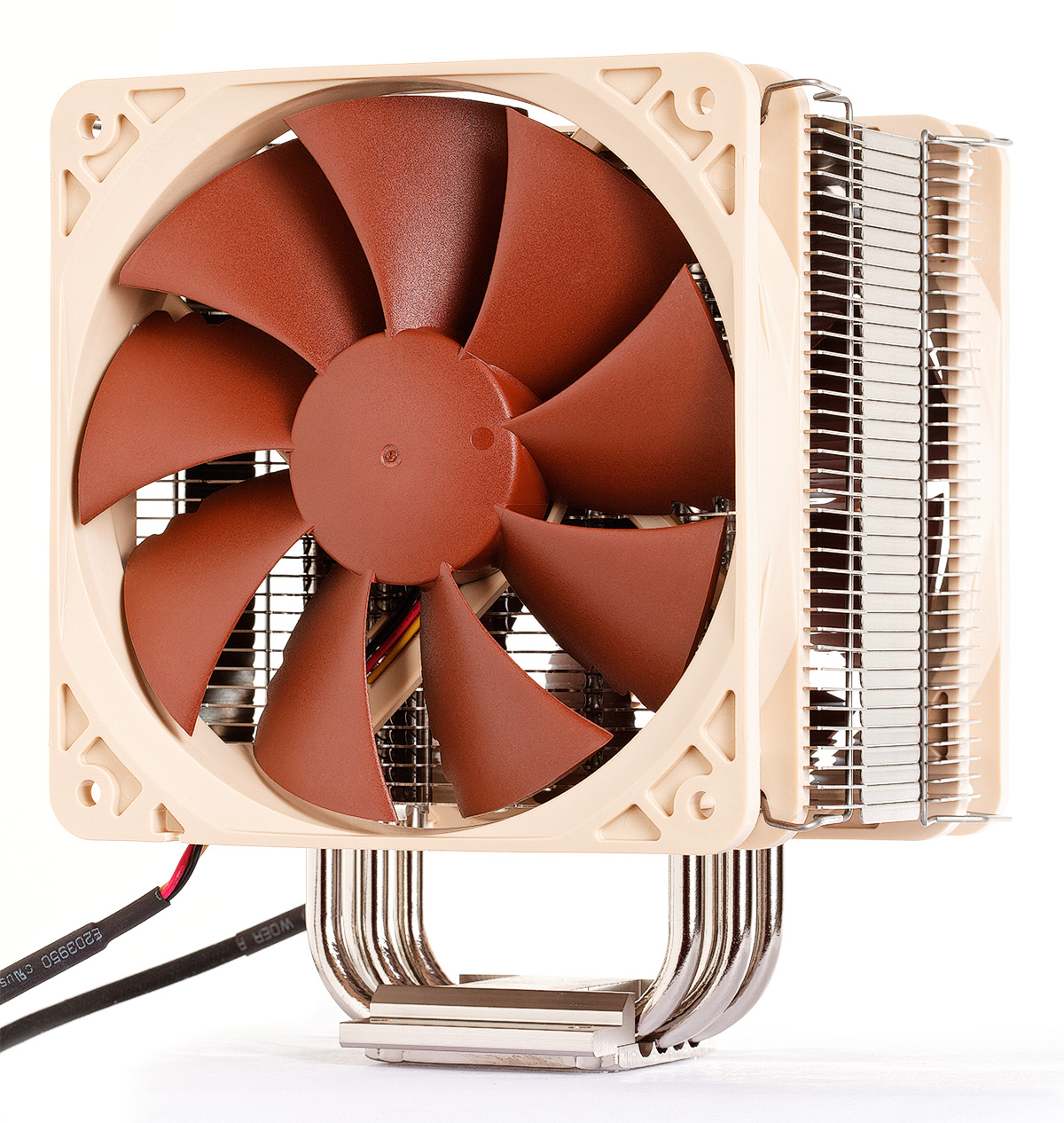
Disipador de CPU NH-U12P SE2, hecho de cobre y aluminio y con cuatro tubos de calor

Noctua es un fabricante austriaco de hardware para computadoras de disipadores de CPU y ventiladores de computadora principalmente para el mercado entusiasta (High-end). La compañía fue fundada en 2005 y es una empresa conjunta entre la empresa austriaca Rascom Computer Distribution GmbH y la Corporación Internacional Kolink de Taiwán.
Noctua es un fabricante de gran prestigio en el mercado entusiasta. y, según su sitio web oficial, recibió más de 3.000 premios por sus productos.
El nombre "Noctua" se refiere al nombre científico del mochuelo europeo, Athene noctua (de ahí el búho encontrado en el logo de la compañía), que en la mitología griega significa inteligencia y sabiduría, así como también conocido por su vuelo silencioso y el uso efectivo y económico de sus poderes y ataque preciso.
La compañía tiene como idea principal de hacer los mejores ventiladores, que a su vez son los más silenciosos del mercado.
El CEO de la compañía dijo en una entrevista que No es necesario tener ingenieros ultra-cualificados, sino que los ingenieros tengan su tiempo para crear dicho producto.

## Productos
La línea de productos Noctua incluye:
- Disipadores de CPU
- Ventiladores de computadora
- Pasta térmica